# L'Invincible (film, 1983)
Pour les articles homonymes, voir Invincible.
Pour plus de détails, voir Fiche technique et Distribution.
L'Invincible (en russe : Непобедимый, Nepobedimy) est un film d'aventure soviétique de Yuri Boretski d'après le scénario de Pavel Lounguine, sorti en 1983. C'est l'histoire romancée de Anatoli Kharlampiev (en), considéré comme l'un des fondateurs de sambo.

## Fiche technique
- Titre : L'Invincible
- Titre original : Nepobedimy
- Réalisation : Yuri Boretski
- Scénario : Pavel Lounguine
- Photographie : Mikhail Goykhberg
- Directeur artistique : Mikhail Garakanidze
- Musique : Evgueni Ptitchkine
- Son : Vladimir Kaplan
- Société de production : Gorki Film Studio
- Pays d'origine :  Union soviétique
- Langue originale : russe
- Format : Couleurs - Mono - 35 mm
- Genre : film d'aventure
- Durée : 74 minutes
- Date de sortie : 1983

## Distribution
- Andreï Rostotski : Andreï Khromov (en)
- Vsevolod Safonov : Nikolaï Podvoïski (en)
- Hamza Umarov : Faltachbek
- Nurmukhan Zhanturin : Djuma
- Yodgor Sa'diyev : Djafar
- Gulnara Dusmatova : Lailo
- Nikolaï Karpov : Akhmed
- Birodar Atabayev : Yulchi
- Dilshot Ismailov : Abdulla
- Tukhtasyn Muratov : Farkhad